# Nekézseny
Nekézseny is een plaats (község) en gemeente in het Hongaarse comitaat Borsod-Abaúj-Zemplén. Nekézseny telt 906 inwoners (2001).